# Moldavia en los Juegos Paralímpicos
Moldavia en los Juegos Paralímpicos está representada por el Comité Paralímpico de Moldavia, miembro del Comité Paralímpico Internacional.
Ha participado en ocho ediciones de los Juegos Paralímpicos de Verano, su primera tuvo lugar en Atlanta 1996. El país ha obtenido cuatro medallas en las ediciones de verano: una de plata y tres de bronce.
En los Juegos Paralímpicos de Invierno Moldavia no ha participado en ninguna edición.

## Medallero

### Por edición
Juegos Paralímpicos de Verano
| Evento              | Oro | Plata | Bronce | Total |
| ------------------- | --- | ----- | ------ | ----- |
| Atlanta 1996        | 0   | 0     | 2      | 2     |
| Sídney 2000         | 0   | 0     | 0      | 0     |
| Atenas 2004         | 0   | 0     | 0      | 0     |
| Pekín 2008          | 0   | 0     | 0      | 0     |
| Londres 2012        | 0   | 0     | 0      | 0     |
| Río de Janeiro 2016 | 0   | 0     | 0      | 0     |
| Tokio 2020          | 0   | 0     | 0      | 0     |
| París 2024          | 0   | 1     | 1      | 2     |
| TOTAL               | 0   | 1     | 3      | 4     |

### Por deporte
Deportes de verano
| Evento        | Oro | Plata | Bronce | Total |
| ------------- | --- | ----- | ------ | ----- |
| Atletismo     | 0   | 0     | 1      | 1     |
| Judo          | 0   | 1     | 1      | 2     |
| Tenis de mesa | 0   | 0     | 1      | 1     |
| TOTAL         | 0   | 1     | 3      | 4     |